# Hanzei
Hanzei (jap. (反正天皇, はんぜいてんのう, Hanzei-tennō), također poznat i kao car Hanshō (24. godina cara Nintokua / 336.? - 23. dan 1. mjeseca 5. godine cara Hanzeija / 12. veljače 410.). Bio je 18. japanski car  prema tradicijskom brojanju.
Ne može se neki točni nadnevak pridijeliti njegovom vladanju, a konvencijski se uzima da je vladao od 406. do 410. godine., od 3. veljače 406.  do 12. veljače 410. godine.
Hanzeijev naslov vjerojatno nije bio tennō, jer većina povjesničara vjeruje da ovaj naslov nije bio uveden sve do vladanje cara Tenmua i carice Jitō. Vjerojatnije je da je bio sumeramikoto ili amenoshita shiroshimesu Ōkimi (治天下大王), što znači "veliki kralj koji vlada pod svime ispod neba". Druga je mogućnost da su ga oslovljavali (ヤマト大王/大君) ili "veliki kralj Yamata".
Bio je sin cara Nintokua i Iwa no hime. Bio je brat cara Richūa; ovo je nasljeđivanje zaobišlo Richūovu dvojicu sinova. Ni jedna druga informacija o njemu nije sačuvana do danas.
Nihongi je zabilježio da je zemlja bila u miru za vrijeme njegove vlasti.
Pravo mjesto njegova groba nije poznato. Tradicijski ga se štuje u šintoističkom spomen-svetištu (misasagiju) u Sakaiju.